# Reclaim the Streets
Reclaim the Streets (RTS) (engelska för återta gatorna) startades i England 1991 som en utomparlamentarisk politisk rörelse för att motarbeta användandet av bilar. Man utvecklade en demonstrationsmetod som går ut på att man arrangerar en gatufest och ockuperar en bit av en gata, en gatukorsning eller, beroende på hur många deltagare som sluter upp, ett helt kvarter för att stoppa biltrafiken. Man vill därigenom uttrycka sin protest mot frihandel, globalisering och massbilism.

## Sverige
I Stockholm fanns en löst sammansatt grupp som arrangerade ett antal gatufester under namnet Reclaim the Streets. Till skillnad från de engelska Reclaim the Streets-demonstrationerna har de svenska ofta varit våldsamma och inkluderat omfattande vandalism. Senare övertog aktivistgruppen Gatans parlament metoden och arrangerade gatufester under parollen Reclaim the City och gruppen bakom Reclaim the Streets löstes upp. Utanför Stockholm äger emellertid då och då arrangemang rum av andra grupper under namnet Reclaim the Streets, till exempel i Malmö 2009.